# Illa monàstica de Reichenau
L'illa monàstica de Reichenau és una illa al Llac de Constança a l'estat de Baden-Württemberg al sud d'Alemanya. Uneix el Gnadensee i l'Untersee, gairebé directament a l'oest de la ciutat de Constança. L'illa està connectada a la costa per un camí artificial. Està inscrita a la llista del Patrimoni Mundial de la Humanitat per la UNESCO el 2000 pel seu monestir, l'Abadia de Reichenau.
L'illa té una superfície de 4,3 quilòmetres quadrats i una circumferència d'11 quilòmetres; fa 4,5 quilòmetres de llarg i 1,5 al seu punt més ample. El punt més alt, el Hochwart, s'alça 43 metres per sobre la superfície del llac i 438,7 metres sobre el nivell del mar.
El monestir està dedicat a la Mare de Déu i Sant Marc. Dues esglésies més llunyanes van ser construïdes a l'illa i consagrades a Sant Jordi, i a Sant Pere i Sant Pau. Les obres d'art de Reichenau inclouen els murals l'Otonià de miracles de Crist a Sant Georg, supervivents únics del segle x. L'algutzir de l'abadia era allotjat en un edifici de pedra de dos pisos que va ser aixecat amb dos pisos més de fusta, construïts el segle xiv; això el fa un dels edificis mig de fusta més antics d'Alemanya del sud.
Avui l'illa és també coneguda per les seves granges de verdura i bodegues. El 'Wollmatinger Ried' al costat de l'illa és un gran espai de preservació de la naturalesa, una àrea humida de canyes que és utilitzada per molts ocells per aturar-se durant la seva migració anual.

## Fills Il·lustres
- Franz Anton Maichelbeck (1702-1750), organista i pedagog musical.
- Joseph Maichelbeck (1708-1769), compositor musical.